# دمسيسة صغيرة الرأس
دمسيسة صغيرة الرأس أو أمبروزية صغيرة الرأس (الاسم العلمي: Ambrosia microcephala) هي نوع من النباتات تتبع جنس الدمسيسة من الفصيلة النجمية.